# Скотт Джаффі
Скотт Джаффі (англ. Scott Jaffe, 29 квітня 1969) — американський плавець.
Призер Олімпійських Ігор 1992 року.